# Ulenspiegel (Satirezeitschrift)
Der Ulenspiegel war eine satirische Zeitschrift der Nachkriegszeit des Zweiten Weltkriegs und ein wichtiges Kapitel des kulturellen Neubeginns nach den Hitlerjahren in Deutschland. Er wurde seit Dezember 1945 alle 14 Tage in Berlin von Herbert Sandberg und Günther Weisenborn herausgegeben. Die Auflagenhöhe betrug anfänglich 120.000, nach der Währungsreform 50.000 und später 75.000 Exemplare. Die Zeitschrift stand von 1946 bis 1948 unter der Alliierten-Lizenz der amerikanischen Militärbehörde und von 1949 bis 1950 unter der Lizenz der sowjetischen Behörden. Die Chefredaktion führte zeitweise Karl Schnog.
Das eher linksorientierte politische Satireblatt verstand sich in der Tradition des Simplicissimus und anderer klassischer Zeitschriften des Humors und der Satire. Es stellte somit einen Vorläufer der späteren Magazine Pardon, Titanic und Eulenspiegel dar. Es verstand sich aber auch als eine Plattform für Kunst und Literatur. Im demokratischen Aufbruch der Nachkriegszeit trafen sich hier Schriftsteller, Illustratoren, Karikaturisten und Grafiker unterschiedlichster kultureller und politischer Orientierung, um vor allem Deutschlands politische, kulturelle und wirtschaftliche Entwicklung satirisch zu kommentieren und zu begleiten. Dabei spielten Satire, Humor, Cartoon, Karikatur und Comics eine besondere Rolle, aber auch die Wiederentdeckung verfemter, vergessener Kunst der klassischen Avantgarde. So besaß das Blatt zeitweise eine Kunstdruckbeilage mit Reproduktionen von Bildern Picassos, Chagalls und vieler anderer unter Hitler verbotener Künstler aus Vergangenheit und Gegenwart.
Friedrich Wolf schrieb: „Es begann mit der Zeitschrift, die sofort eine scharfe Klinge gegen die alten und neuen Dunkelmänner schlug. Doch sehr bald folgten die Ulenspiegelabende mit lebhaften Diskussionen … , es folgten Vorträge über die Grundfragen der bildenden Kunst und Literatur, bei denen – kontradiktorisch – je ein Referent bejahend oder verneinenden zu einer These sprach; … Es gab dann eine regelmäßige Ulenspiegelsendung im Berliner Rundfunk.“

## Gründung
Kaum waren Herbert Sandberg aus dem KZ Buchenwald und Günter Weisenborn aus dem Zuchthaus Luckau befreit, trafen sie sich im Juni 1945 in Berlin auf dem Kurfürstendamm. Sandberg hatte ein fertiges Konzept für das Satireblatt dabei. Emil Carlebach, der die Lizenz der Frankfurter Rundschau angenommen hatte und Peter de Mendelssohn, der verantwortlich für das Pressewesen bei der amerikanischen Militärbehörde war, standen bei der Gründung Pate. Absichten und Umstände werden aus dem Impressum von 1946 klar: „Der unabhängige und unzensierte ULENSPIEGEL erscheint vorläufig alle 14 Tage am Freitag im Ulenspiegel-Verlag Haueisen & Co. G.m.b.H. Berlin-Dahlem Pücklerstr. 22... Der Ulenspiegel-Verlag ist von der Nachrichtenkontrolle der amerikanischen Militärregierung zugelassen.“

## Geschichte
Bereits von 1934 bis 1941 erschien unter dem Namen „Ulenspiegel“ eine Betriebszeitschrift des Ullstein Verlages (Ullstein A.G.). Mit dieser hatte aber das neue Blatt nichts zu tun. In den Redaktionssitzungen des Ulenspiegel trafen sich Schriftsteller und Künstler, Emigranten, Redakteure und Grafiker, die den Faschismus irgendwie überlebt hatten, zu brisanten Diskussionen um die Gegenwart und Zukunft Deutschlands von den demokratischen Anfängen bis zum Kalten Krieg und der Spaltung.
Die Herausgeber konnten so manchem auf dem Index Stehenden zum „Persilschein“, der Arbeitserlaubnis, verhelfen. Jetzt wurde jeder gebraucht, um ein demokratisches Mediengeschehen wieder aufzubauen. Anfänglich wurden sie dabei von den Amerikanern unterstützt. Jedoch setzten diese bald nach der Währungsreform, der Blockade und der Gründung der DDR die Redaktion wegen zu linker Tendenzen unter Druck. Der Kalte Krieg kulminierte. Herbert Sandberg kündigte schließlich die Lizenz und nahm 1948 ein Angebot der sowjetischen Militärbehörde an.
Die nunmehr in Ostberlin erscheinende Zeitschrift bestand noch bis zum August 1950, dann wurde auch dort die Lizenz gekündigt; den Genossen in Ostberlin war sie nun zu westlich und modern.
Ein Wettbewerber im sowjetischen Sektor war der Frische Wind, der sich nach dem Ende des Ulenspiegel und in Anlehnung an dessen Namen ab 1954 Eulenspiegel nannte und noch heute in Berlin erscheint.
Der Ulenspiegel-Verlag brachte 1949 auch 20 Nummern einer Zeitschrift mit dem Titel „Fuffzehn für Vergnügte und Verärgerte“, herausgegeben von Lothar Kusche, und wenige Buchpublikationen heraus.

## Autoren und Künstler
Bele Bachem, Theo Balden, Johannes R. Becher, Wolfgang Borchert, Bertolt Brecht, Alexander Camaro, Otto Dix, Richard Drews, Alfred Döblin, Jean Effel, Heinrich Ehmsen, René Graetz, George Grosz, John Heartfield, Hannes Hegen, Josef Hegenbarth, Robert Herlth, Stephan Hermlin, Hermann Hesse, Karl Hofer, Karl Holtz, Hanna Höch, Heinrich Kilger der Jüngere, Werner Klemke, Käthe Kollwitz, Alfred Kubin, Günter Kunert, Lothar Kusche, Erich Kästner, Max Lingner, Horst Lommer, Jeanne Mammen, Frans Masereel, Arno Mohr, Henry Moore, Oskar Nerlinger, Boris Pasternak, Max Pechstein, Hans Theo Richter, Paul Rosié, Herbert Sandberg, Jean-Paul Sartre, Albert Schaefer-Ast, Rudolf Schlichter, Robert Wolfgang Schnell, Karl Schnog, Anna Seghers, Elizabeth Shaw, Paul Strecker, Horst Strempel, Günther Strupp, Georg Tappert, Walter Trier, Kurt Tucholsky, Berthold Viertel, Wolfgang Weyrauch, Günther Weisenborn, Friedrich Wolf, Mac Zimmermann, Carl Zuckmayer, Susanne Kerckhoff u. v. a.

## Fazit
Wie keine andere Zeitschrift im Nachkriegsdeutschland symbolisierte der Ulenspiegel die Aufbruchstimmung und den demokratisch-antifaschistischen Neubeginn bis hin zur Polarisierung im Kalten Krieg und der Spaltung Deutschlands. Viele seiner Mitarbeiter prägten später das kulturelle Gesicht beider deutscher Staaten.